# Dobowa zbiórka moczu
Dobowa zbiórka moczu (DZM) – badanie określające ilość wydalanych w ciągu doby z moczem związków chemicznych m.in. takich jak sód, potas, fosfor, wapń, magnez, kwas moczowy, mocznik, kreatynina, hormony oraz zdiagnozować choroby układu moczowego.
Polega na zebraniu całej ilości oddanego w ciągu 24 godzin moczu. Zbiórkę rozpoczyna się rano, przy czym pierwszej porcji moczu oddanej zaraz po nocy nie powinno się gromadzić. Ostatnią porcją moczu, który gromadzimy jest pierwsza porcja moczu oddana następnego ranka. Mocz powinien być trzymany zamknięty w dużym naczyniu. Po całej procedurze zebrany mocz należy dobrze wymieszać i pobrać około 100 ml do tradycyjnego pojemniczka na mocz oraz jak najszybciej zanieść do laboratorium (mocz przez cały czas zbierania powinien być trzymany w lodówce, w temperaturze 2-4 °C). Należy dołączyć informację o całkowitej ilości zebranego moczu.

## Skład moczu
Mocz składa się z wody i rozpuszczonych w niej substancji chemicznych, takich jak sód, potas, mocznik (powstały z rozpadu białek) oraz kreatynina (powstała z rozpadu fosfokreatyny w mięśniach), a także inne składniki chemiczne. Normalnie mocz zawiera określoną ilość tych substancji odpadowych. Jeżeli ilości te nie mieszczą się w normalnym zakresie, lub gdy obecne są inne substancje, może to wskazywać na niektóre schorzenia lub stany organizmu. Wyniki dobowej zbiórki moczu mogą dostarczyć informacji na postawienie lub potwierdzenie diagnozy

## Czynniki, mogące pogorszyć dokładność badania
Dokładność badania może zostać pogorszona (między innymi) przez:
- niezgromadzenie części oddawanego moczu wskutek zapomnienia
- przekroczenie 24-godzinnego okresu zbiórki i zebranie dodatkowego moczu
- wylanie części moczu z pojemnika
- nietrzymanie zebranego moczu w zimnie (trzeba trzymać w zimnie przez cały okres zbiórki)
- ostry stres
- intensywne ćwiczenia fizyczne
- spożywanie niektórych pokarmów, takich jak: kawa, herbata, kakao, banany, cytrusy, wanilia

Mogą być również inne czynniki, wynikające z niektórych stanów chorobowych osoby badanej.